# Castello dei conti Oliva
Il castello dei conti Oliva è un antico palazzo fortificato di Piandimeleto, in provincia di Pesaro e Urbino, nelle Marche. Situato all'estremità orientale del centro storico cittadino, su di un piccolo rilievo nel pianoro di fondo valle, sulla sponda destra del fiume Foglia.

## Storia

### Le origini
Sul sito odierno doveva sorgere già fin dal medioevo una rocca, che probabilmente si trovava direttamente a strapiombo sul fiume, prima che fosse aperta l'attuale strada. Dovrebbe risalire a questo periodo la parte meridionale dell'odierno palazzo. L'edificio originario doveva possedere caratteristiche essenzialmente militari, soprattutto per garantire la difesa della cittadina. Verso il XV secolo divenne la residenza della nobile famiglia dei conti Oliva, Signori di Piagnano, prima alleati dei Malatesta e poi dei Montefeltro. Proprio la frequentazione della corte urbinate, può rintracciarsi nell'architettura e nelle decorazioni adottate nel loro palazzo fortificato, che si venne a sviluppare sulla preesistente rocca, durante la seconda metà del secolo. La ristrutturazione potrebbe essere iniziata subito dopo il saccheggio della cittadina attuato dalle truppe di Francesco Sforza, verso la metà degli anni quaranta. I lavori furono attuati con Gianfrancesco e Carlo Oliva; quest'ultimo fece anche erigere il vicino convento di Montefiorentino, nella cui chiesa volle realizzare una pregevole cappella (adornata da una pala di Giovanni Santi), dove collocare le tombe dei suoi genitori (Gianfrancesco e Marsibilia Trinci). La decorazione rinascimentale degli interni fu in gran parte realizzata da Francesco di Simone Ferrucci. Ulteriori interventi furono attuati nella prima metà del XVI secolo.

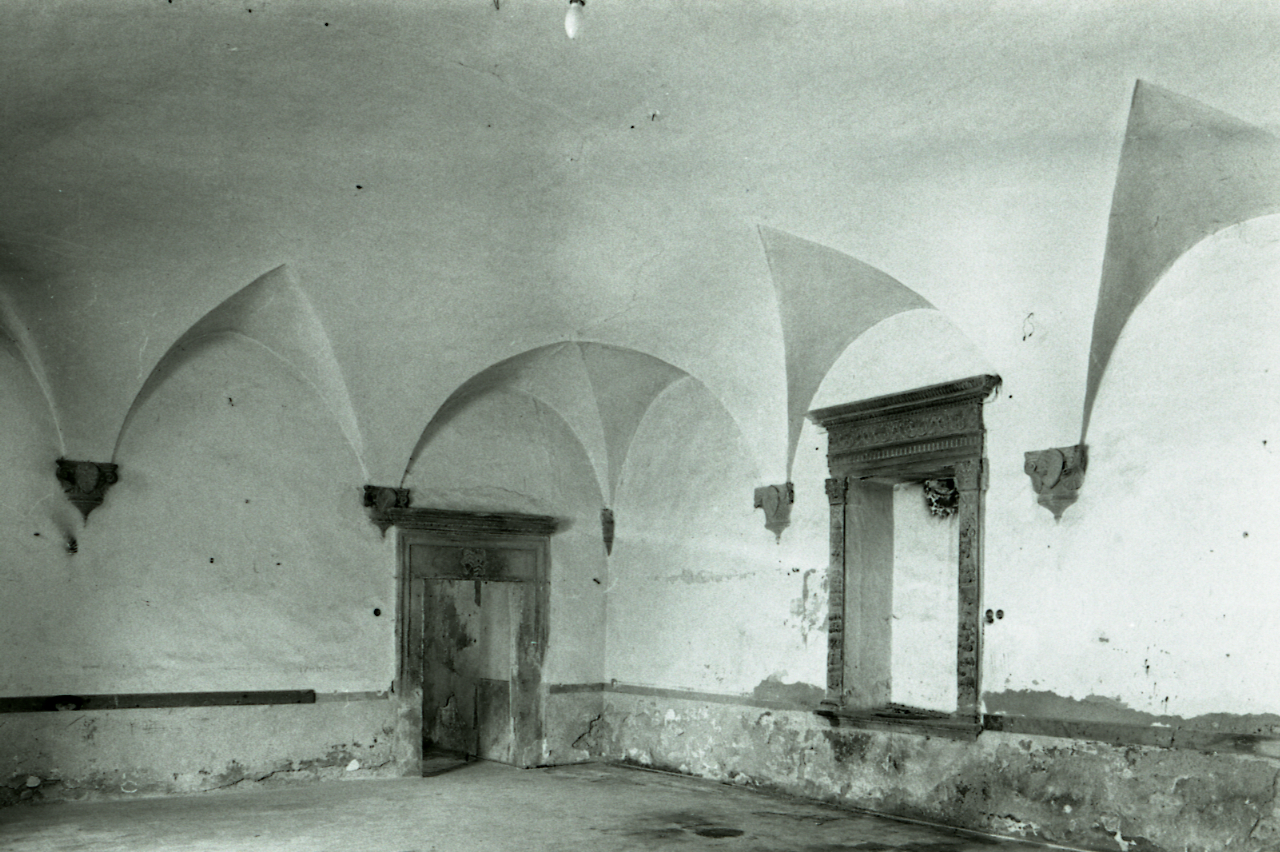
Una sala interna, in una foto di Paolo Monti del 1981

### L'abbandono
Dopo la devoluzione del Ducato di Urbino alla Santa Sede (1631), il palazzo fu sede di Governatorato, seppur poco usato e progressivamente abbandonato, soprattutto dopo una piena del fiume sottostante (anni settanta del XVII secolo), che minacciò gravemente le fondamenta dell'edificio. Pochi anni dopo si verificarono crolli parziali del tetto e di un muro, che portarono al rifacimento del solo tetto, sotto la direzione del maestro Nicolò da Lugano, attivo all'epoca nel cantiere del vicino Palazzo dei Principi a Carpegna. Il degrado del palazzo fu aggravato ulteriormente dal terremoto del 1781; tanto che l'ingente spesa per la ristrutturazione, fece ipotizzare a molti l'idea di abbatterlo totalmente. Nuovamente danneggiato durante l'occupazione francese di fine XVIII secolo, quando in tale occasione furono abrasi tutti gli stemmi degli Oliva all'interno dell'edificio, oltre alla completa distruzione dell'archivio.

### La rinascita
L'inizio del XIX secolo portò una nuova attenzione per il palazzo, che si concretizzò con dei primi interventi di consolidamento; ma un più ampio intervento di restauro fu attuato solo tra gli anni venti e trenta del XX secolo, sotto la guida di Luigi Serra, il quale fece arretrare la copertura per riaprire le merlature e forse fece anche realizzare il piano superiore del loggiato nel cortile interno. Il palazzo ospitò gli uffici comunali fino agli inizi degli anni ottanta, quando in seguito al trasferimento del municipio in una nuova sede, il palazzo ospitò i musei di Scienze della Terra e del Lavoro Contadino. Verso gli anni novanta furono attuati altri interventi di restauro, a cura della Soprintendenza; completati dal Comune (con finanziamenti regionali) agli inizi del XXI secolo.

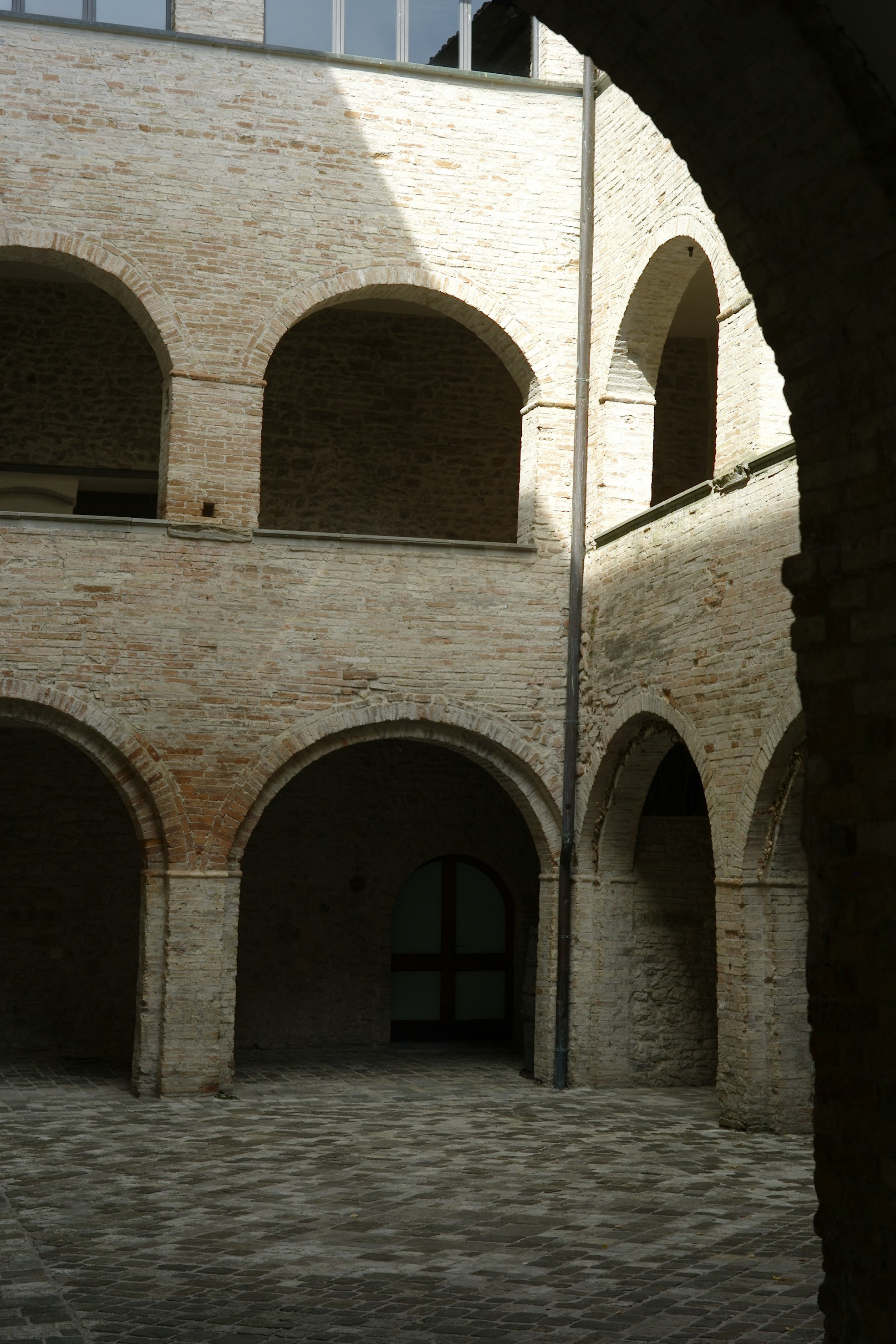
Il cortile interno

## Descrizione
Il complesso si sviluppa in tre blocchi, uno quello merlato verso ovest, il più alto, su pianta rettangolare; un altro posteriore (lato est), più basso e più piccolo; infine quello meridionale, forse il più antico, unito al blocco ovest da un passaggio sopraelevato e coperto. Le facciate sono in gran parte in pietra locale a vista. La rocca si trova all'estremità orientale del centro cittadino, su un piccolo rilievo, lambito in origine dal fiume Foglia, sul lato orientale; invece nell'età odierna, a lambire tale lato, oltre a quello nord e sud, è la principale arteria stradale della valle. Si sviluppa su un pianoro rialzato e su tre piani. La facciata principale prospetta ad occidente verso l'abitato e come tale si presenta con un prospetto più elegante, coronata da una merlatura ghibellina con beccatelli, in mattoni a vista, e caditoie. La merlatura prosegue anche sui lati nord e sud di questo blocco, solo sul lato est non è presente. La parte meridionale della facciata principale (presumibilmente il nucleo più antico), di minor volume e dalla pianta più irregolare, è collegata al blocco ovest dal passaggio sopraelevato e coperto. Questo passaggio è legato al prospetto merlato, dal doppio ordine di finestre (sei per piano) incorniciate e poggianti su cornici marcadavanzali in pietra. Le finestre del primo piano sono coronate da archi a tutto sesto con cornici a bugne, mentre sono architravate quelle del secondo piano con cornici dalle modanature lineari. Sull'angolo nord-occidentale è addossata una torre, della medesima altezza del blocco ovest, al quale è legata anche dalla fascia merlata. L'ingresso principale è situato sotto al passaggio sopraelevato sul lato sinistro, tra il blocco anteriore ad ovest e quello posteriore ad est. L'atrio dà accesso sulla destra allo scalone d'onore, mentre frontalmente immette nel cortile; quest'ultimo si presenta in forma rettangolare, adornato da un triplo ordine di logge (i primi due con archi a tutto sesto, il terzo presenta una loggia architravata) sui lati orientale e settentrionale, con murature di mattoni a vista. Le sale del piano terra e del primo hanno volte a specchio su archi pensili, poggianti su peducci in pietra; oltre alla presenza di cornici in pietra intorno a porte, camini e lavabi, in stile rinascimentale. La sala al primo piano, all'interno della torre, presenta un pregevole soffitto a cassettoni in legno policromo. Invece le sale del secondo piano sono in gran parte a capriate lignee.